# 小坝镇 (青铜峡市)
小坝镇，是中华人民共和国宁夏回族自治区吴忠市青铜峡市下辖的一个乡镇级行政单位。

## 行政区划
小坝镇下辖以下地区：
小坝村、张岗村、红星村、林东村、先锋村、林皋村、新林村、永丰村和南庄村。